# Xerospermophilus tereticaudus
Xerospermophilus tereticaudus är en däggdjursart som beskrevs av Baird 1858. Den ingår i släktet Xerospermophilus och familjen ekorrar. IUCN kategoriserar arten globalt som livskraftig.

## Bildgalleri

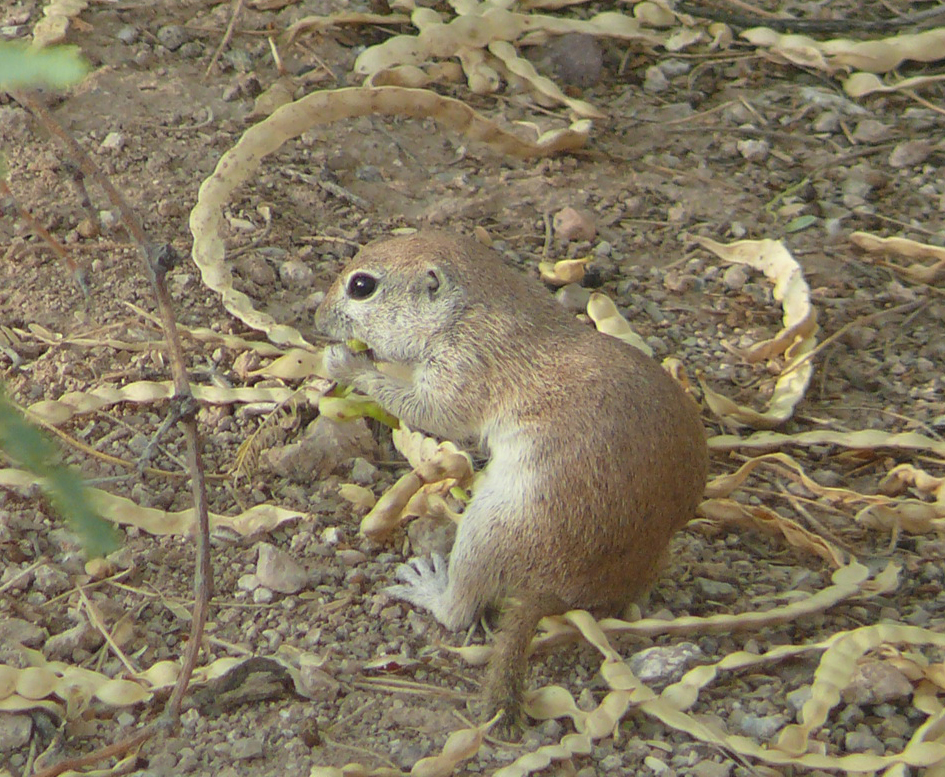
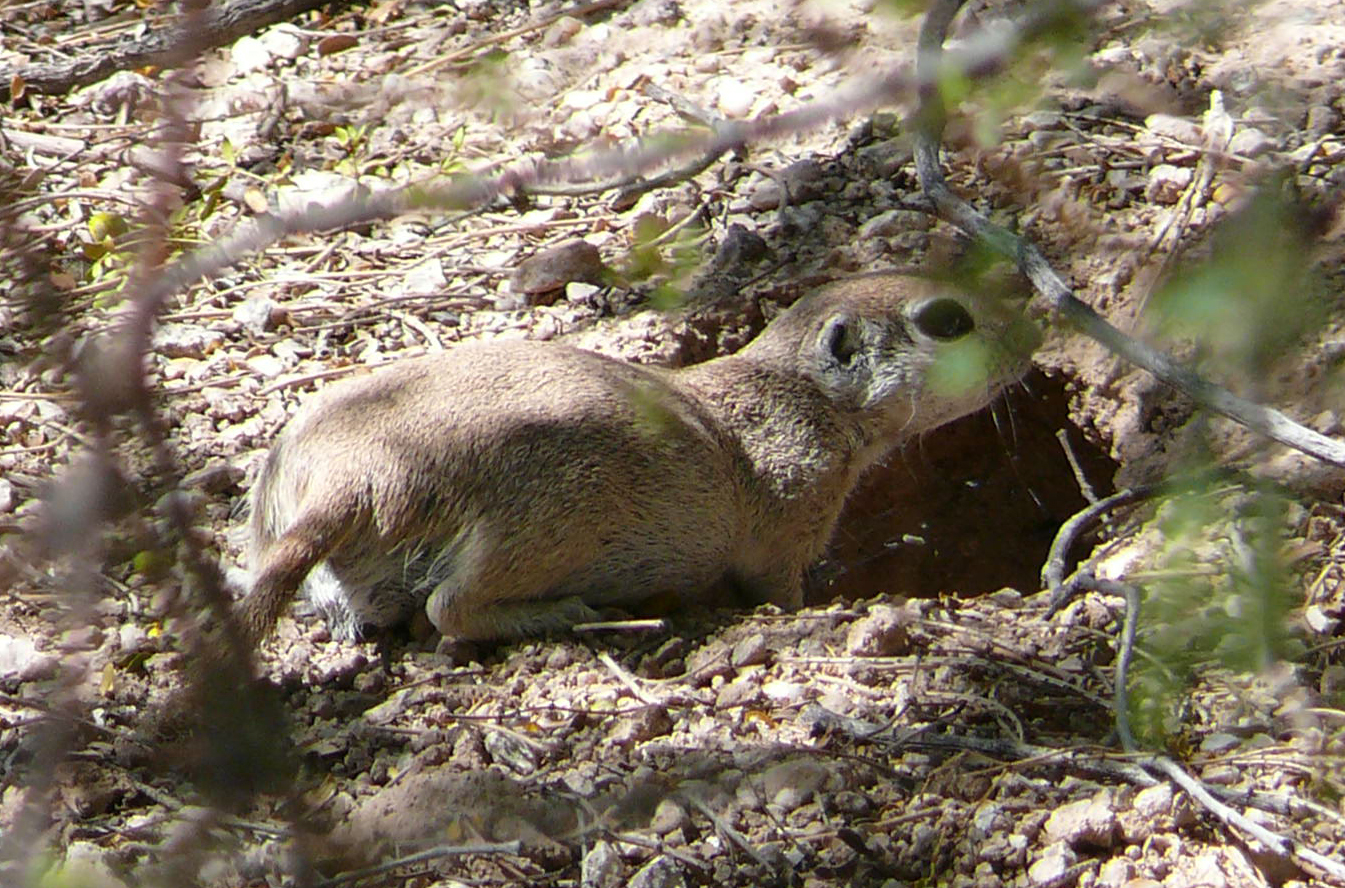
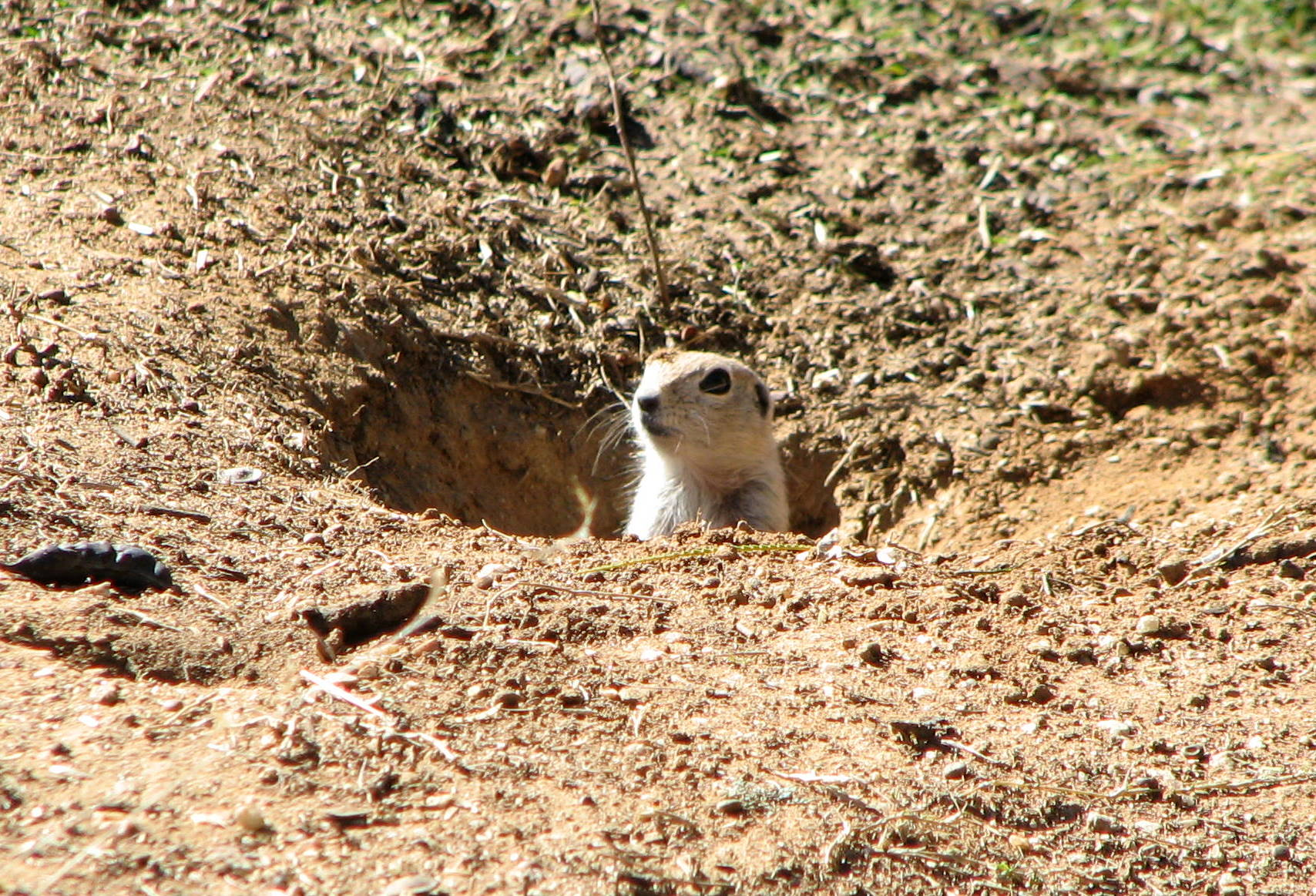
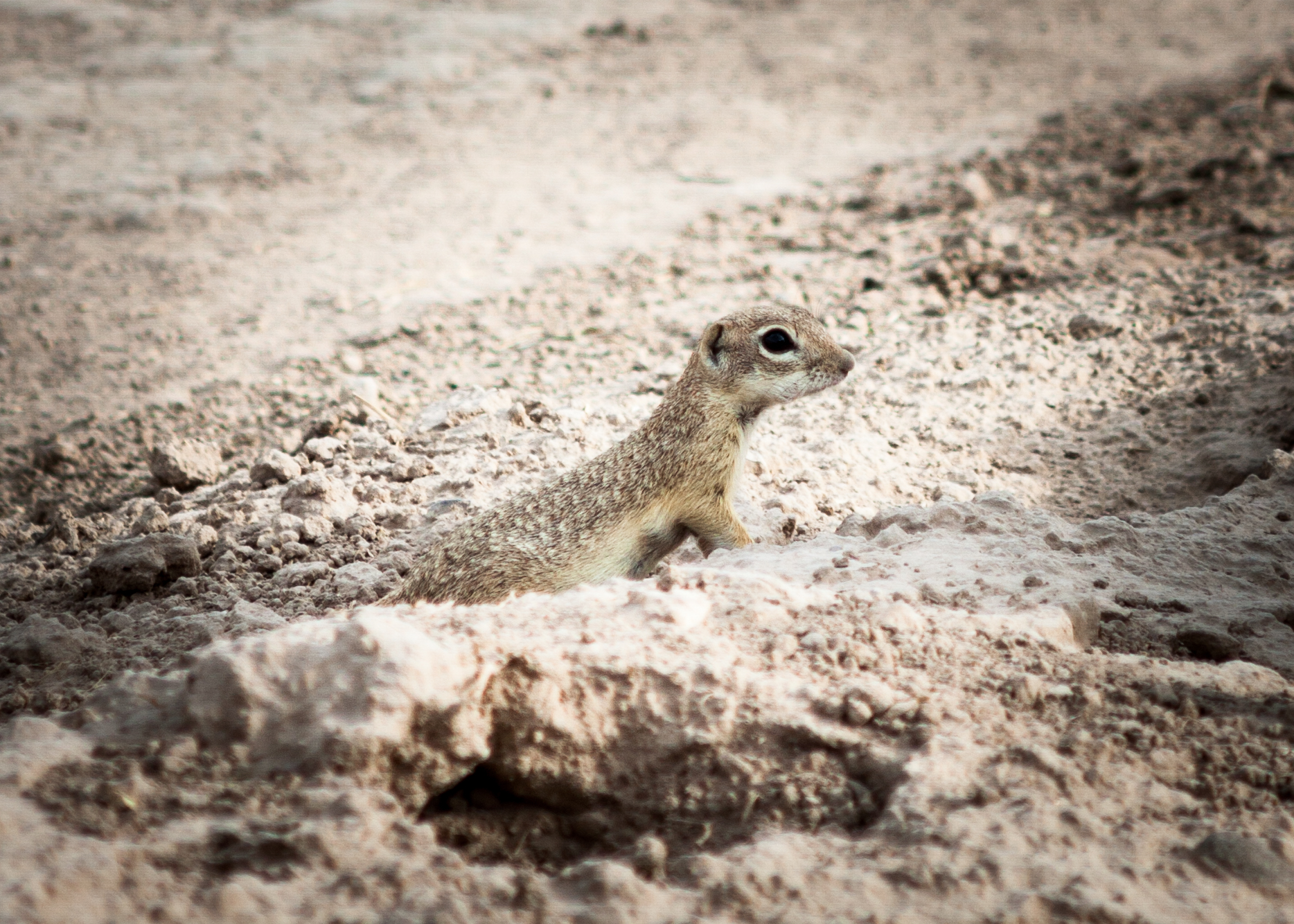

## Utseende
Individerna når en total kroppslängd av 20 till 28 cm inklusive en 6 till 12 cm lång svans. De väger 110 till 170 g. Hos arten förekommer två färgvarianter, en med gråbrun ovansida och en med kanelfärgad ovansida. Kinderna och kroppens undersida är täckt av vitaktig päls. Svansen är inte lika yvig som hos andra sislar och den har mörk ovansida och ljus undersida.

## Utbredning
Arten förekommer i Sonora- och Mojaveöknarna i sydvästra USA (delstaterna Arizona, Kalifornien, Nevada) och nordvästra Mexiko (nordöstra Baja California och östra Sonora).

## Ekologi
Habitatet utgörs av sandöken dominerad av Larrea tridentata-buskar och Prosopis-träd. Xerospermophilus tereticaudus kan även påträffas i samhällen, bland annat stadsparker. Den kan gå upp till 1 200 m i bergen.
Denna sisel lever i underjordiska bon, gärna i sandjord bland buskar eller i sandbankar. Den håller ingen vinterdvala men kan vid födobrist falla i en kortare dvala (torpor). För kommunikationen finns olika visslande och pipande läten.
Födan består främst av gröna växtdelar och frön, men arten kan även äta insekter som myror, termiter och gräshoppor. Den kan även ta odlade växter som blålusern och dadlar. Själv utgör arten föda åt prärievarg, nordamerikansk grävling, tamkatter, rovfåglar och ormar.

## Taxonomi
Arten har tidigare förts till släktet sislar (Spermophilus), men efter DNA-studier som visat att arterna i detta släkte var parafyletiska med avseende på präriehundar, släktet Ammospermophilus och murmeldjur, har det delats upp i flera släkten, bland annat Xerospermophilus.
Arten delas in i följande underarter:
- Xerospermophilus tereticaudus tereticaudus (Baird, 1858)
- Xerospermophilus tereticaudus apricus (Huey, 1927)
- Xerospermophilus tereticaudus chlorus (Elliot, 1904)
- Xerospermophilus tereticaudus neglectus (Merriam, 1889)